# Ludwig Geßner
Ludwig Geßner (* 30. Juli 1886 in Crumstadt; † 20. Juli 1958 in Hannover) war ein deutscher Chemiker und Politiker (NSDAP).
Geßner besuchte die Oberrealschule in Darmstadt und studierte anschließend Chemie an der TH Darmstadt. Nach dem Studium war er Assistent an der TH Darmstadt und wurde von der TH Hannover „mit Auszeichnung“ promoviert. Danach arbeitete er für einen Sprengstoffkonzern im Rheinland und ein Jahr für die chemische Industrie in Brüssel. Von August 1914 bis 1918 leistete er Kriegsdienst und schied als Leutnant der Reserve aus dem Militär aus. 1918 bis 1920 war er Assistent an der TH Hannover und 1920 bis 1926 Betriebsleiter und Prokurist der Fabrik seines Schwiegervaters. Von 1926 bis 1936 war er Inhaber einer kleinen Fabrik für chemisch-technische Artikel in Neustadt und Wunstorf.
Geßner trat zum 1. April 1930 der NSDAP bei (Mitgliedsnummer 219.978) und war von 1932 bis Dezember 1933 Gauwirtschaftsberater im Gau Südhannover-Braunschweig der NSDAP. Nach der Machtergreifung der Nationalsozialisten wurde er 1933 Mitglied im Provinzialausschuss der Provinz Hannover und von April bis zum 10. Juli 1933 des preußischen Staatsrates. Im Provinziallandtag war er Vorsitzender des Haushalts- und Finanzausschusses. Vom 24. Dezember 1933 bis zum 1. April 1945 war er Landeshauptmann der Provinz Hannover.
Am 1. Mai 1945 wurde er von der britischen Besatzungsmacht festgenommen, aber bereits nach sieben Wochen wieder freigelassen. Am 24. Juni 1949 wurde er im Rahmen des Entnazifizierungsverfahrens unter Verlust der Wählbarkeit und mit einer Pensionskürzung von 30 % als Minderbelasteter eingestuft. Am 7. Februar 1950 erfolgte der Entzug des Ruhegehaltes für seine Zeit als Landeshauptmann durch das Niedersächsische Staatsministerium. Mit Urteil vom 29. Juli 1950 wurde er durch das Schwurgericht in Hannover von der Anklage des Verbrechens nach Kontrollratsgesetz Nr. 10 und der Beihilfe zum Mord im Rahmen der Krankenmorde in der Zeit des Nationalsozialismus, gemeinsam u. a. mit seinem ehemaligen Untergebenen Georg Andreae, freigesprochen.